# Tercera Federación (Grupo X)
El Grupo X de la Tercera Federación es uno de los 18 que componen esta categoría. Desde que se reestructuró en 1983, participan en él los equipos de la zona occidental de la Federación Andaluza de Fútbol junto a un representante de la Federación Ceutí.
Para los conjuntos de esta zona es el quinto nivel de competición de las Ligas de fútbol de España, por debajo de la Segunda División RFEF y por encima de la División de Honor Andaluza para los equipos andaluces y de la Preferente de Ceuta para los equipos ceutíes.
El Grupo X es el heredero de su homónimo desde 2021 del Grupo X de Tercera División, que se creó en el año 1983.

## Sistema de competición
El Grupo X de Tercera División RFEF suele estar integrado por 18 clubes.
El sistema de competición es el mismo que en el resto de categorías de la Liga. Se disputa anualmente, empezando a finales del mes de agosto o principios de septiembre, y concluye en el mes de mayo o junio del siguiente año.
Los equipos del grupo se enfrentan todos contra todos en dos ocasiones, una en campo propio y otra en campo contrario. El orden de los encuentros se decide por sorteo antes de empezar la competición. El ganador de un partido obtiene tres puntos, el perdedor no suma ninguno y, en caso de un empate, se reparte un punto para cada equipo.
Al término de la temporada, el primer clasificado (excluyendo a los equipos filiales) se clasifica para disputar la siguiente edición de la Copa del Rey.

### Ascenso a Segunda División RFEF
Una vez finalizada la temporada regular, el primer clasificado se proclama campeón y asciende directamente a Segunda División RFEF, mientras que los clasificados entre el segundo y el quinto lugar disputan un playoff territorial para decidir una plaza que da acceso a la Promoción de ascenso a Segunda División RFEF. Esta promoción consta de una ronda de eliminación directa en la que el vencedor asciende de categoría.

### Descenso a Preferente Autónomica
Al término de la temporada los tres últimos clasificados descienden directamente a División de Honor Andaluza o Preferente de Ceuta. Existe la posibilidad de que desciendan además tantos equipos a División de Honor Andaluza o Preferente de Ceuta, como equipos de Andalucía occidental que desciendan de la Segunda División RFEF a Tercera División RFEF. También puede ocurrir que algunos de los equipos del grupo clasificados para el playoff logre el ascenso a la Segunda División RFEF, en cuyo caso ascenderían a Tercera División RFEF tantos conjuntos de División de Honor Andaluza o Preferente de Ceuta como clubes hayan logrado el ascenso a Segunda División RFEF.

### Equipos filiales
Los equipos filiales pueden participar en Tercera División RFEF si sus primeros equipos compiten en una categoría superior de la Liga —Primera División, Segunda División, Primera División RFEF o Segunda División RFEF—. Los filiales y sus respectivos primeros equipos no pueden competir en la misma categoría; por ello, si un equipo desciende a Segunda División RFEF y su filial queda primero o gana los playoff de ascenso a esta categoría, deberá quedarse obligatoriamente en Tercera División RFEF. Del mismo modo, un filial que se haya clasificado para la fase de ascenso a Segunda División RFEF no puede disputarla si el primer equipo milita en dicha categoría. En este caso, lo sustituye el sexto clasificado. Esto no será así si el primer equipo milita en Segunda División RFEF, pero se clasifica para la fase de ascenso a Primera División RFEF.

## Equipos participantes
La Tercera División RFEF 2021-22 fue disputada por los siguientes equipos:
La Tercera División RFEF 2022-23 fue disputada por los siguientes equipos:
La Tercera Federación 2023-24 fue disputada por los siguientes equipos:
La Tercera Federación 2024-25 fue disputada por los siguientes equipos:
La Tercera Federación 2025-26 es disputada por los siguientes equipos:

## Clasificación histórica
Actualizado=24 de junio de 2025
| Pos | Ban                  | Equipo                              | Temp | Ptos | PJ  | PG | PE | PP | GF  | GC  | DG  | Cam | Sub | Pro | Asc |
| --- | -------------------- | ----------------------------------- | ---- | ---- | --- | -- | -- | -- | --- | --- | --- | --- | --- | --- | --- |
| 1   | Bandera de Andalucía | C. D. Ciudad de Lucena              | 4    | 241  | 130 | 71 | 28 | 31 | 165 | 89  | 76  | 0   | 2   | 3   | 0   |
| 2   | Bandera de Andalucía | Salerm Cosmetics Puente Genil F. C. | 4    | 217  | 130 | 59 | 40 | 31 | 193 | 145 | 48  | 1   | 0   | 1   | 1   |
| 3   | Bandera de Andalucía | Córdoba C. F. "B"                   | 4    | 198  | 130 | 50 | 48 | 32 | 169 | 131 | 38  | 0   | 1   | 2   | 0   |
| 4   | Bandera de Andalucía | C. D. Pozoblanco                    | 4    | 188  | 130 | 51 | 35 | 44 | 156 | 158 | -2  | 0   | 0   | 1   | 0   |
| 5   | Bandera de Ceuta     | A. D. Ceuta F. C. "B"               | 3    | 178  | 130 | 46 | 40 | 44 | 139 | 133 | 6   | 0   | 0   | 1   | 0   |
| 6   | Bandera de Andalucía | C. D. Inter Sevilla                 | 4    | 177  | 130 | 50 | 27 | 53 | 164 | 166 | -2  | 0   | 0   | 0   | 0   |
| 7   | Bandera de Andalucía | C. D. Utrera                        | 3    | 173  | 100 | 50 | 23 | 27 | 157 | 100 | 57  | 0   | 1   | 2   | 1   |
| 8   | Bandera de Andalucía | Xerez C. D.                         | 3    | 170  | 96  | 47 | 29 | 20 | 139 | 74  | 1   | 0   | 1   | 1   |     |
| 9   | Bandera de Andalucía | Sevilla F. C. "C"                   | 4    | 168  | 130 | 45 | 33 | 52 | 135 | 149 | -14 | 0   | 0   | 0   | 0   |
| 10  | Bandera de Andalucía | Conil C. F.                         | 4    | 157  | 130 | 41 | 34 | 55 | 132 | 160 | -28 | 0   | 0   | 0   | 0   |
| 11  | Bandera de Andalucía | A. D. Cartaya                       | 4    | 142  | 130 | 34 | 40 | 56 | 122 | 163 | -41 | 0   | 0   | 0   | 0   |
| 12  | Bandera de Andalucía | Bollullos C. F.                     | 3    | 128  | 98  | 34 | 26 | 38 | 103 | 121 | -18 | 0   | 0   | 0   | 0   |
| 13  | Bandera de Andalucía | Atlético Espeleño                   | 3    | 102  | 98  | 26 | 24 | 48 | 111 | 150 | -39 | 0   | 0   | 0   | 0   |
| 14  | Bandera de Andalucía | Coria C. F.                         | 3    | 96   | 98  | 24 | 24 | 50 | 102 | 142 | -40 | 0   | 0   | 0   | 0   |
| 15  | Bandera de Andalucía | Atlético Antoniano                  | 2    | 94   | 62  | 25 | 19 | 18 | 59  | 94  | -35 | 1   | 0   | 0   | 1   |
| 16  | Bandera de Andalucía | U. D. Tomares                       | 2    | 86   | 66  | 24 | 14 | 28 | 72  | 78  | -6  | 0   | 0   | 1   | 0   |
| 17  | Bandera de Andalucía | R. C. Recreativo de Huelva          | 2    | 77   | 32  | 24 | 5  | 3  | 57  | 20  | 37  | 1   | 0   | 0   | 1   |
| 18  | Bandera de Andalucía | La Palma C. F.                      | 2    | 70   | 68  | 17 | 19 | 32 | 82  | 109 | -27 | 0   | 0   | 0   | 0   |
| 19  | Bandera de Andalucía | Ayamonte C. F.                      | 2    | 65   | 64  | 16 | 17 | 31 | 63  | 90  | -27 | 0   | 0   | 0   | 0   |
| 20  | Bandera de Andalucía | Xerez Deportivo F. C.               | 1    | 64   | 34  | 18 | 10 | 6  | 50  | 23  | 27  | 0   | 0   | 1   | 0   |
| 21  | Bandera de Andalucía | Atlético Central                    | 1    | 59   | 34  | 17 | 8  | 9  | 46  | 27  | 19  | 0   | 0   | 0   | 0   |
| 22  | Bandera de Andalucía | C. D. Rota                          | 2    | 55   | 62  | 14 | 13 | 35 | 46  | 98  | -52 | 0   | 0   | 0   | 0   |
| 23  | Bandera de Andalucía | C. D. Cabecense                     | 2    | 51   | 66  | 13 | 12 | 41 | 50  | 115 | -65 | 0   | 0   | 0   | 0   |
| 24  | Bandera de Andalucía | Atlético Onubense                   | 1    | 50   | 34  | 14 | 8  | 12 | 41  | 35  | 6   | 0   | 0   | 0   | 0   |
| 25  | Bandera de Andalucía | C. D. San Roque de Lepe             | 1    | 46   | 34  | 12 | 10 | 12 | 29  | 31  | -2  | 0   | 0   | 0   | 0   |
| 26  | Bandera de Andalucía | U. D. Los Barrios                   | 1    | 23   | 32  | 5  | 8  | 19 | 26  | 59  | -33 | 0   | 0   | 0   | 0   |

## Palmarés
Nota: indicados en negrita los clubes que continúan en activo así como las temporadas en las que también consiguió el ascenso a Tercera División.
| Club                                | Títulos | Años    |
| ----------------------------------- | ------- | ------- |
| R. C. Recreativo de Huelva          | 1       | 2021-22 |
| Atlético Antoniano                  | 1       | 2022-23 |
| Xerez C. D.                         | 1       | 2023-24 |
| Salerm Cosmetics Puente Genil F. C. | 1       | 2024-25 |

### Por temporada
| Temporada | Campeón                             | Subcampeón             | Tercero               | Cuarto                 | Quinto                |
| --------- | ----------------------------------- | ---------------------- | --------------------- | ---------------------- | --------------------- |
| 2021-22   | R. C. Recreativo de Huelva          | C. D. Utrera           | Xerez C. D.           | C. D. Ciudad de Lucena | C. D. Gerena          |
| 2022-23   | Atlético Antoniano                  | Córdoba C. F. "B"      | C. D. Gerena          | Sevilla "C"            | Salerm Puente Genil   |
| 2023-24   | Xerez C. D.                         | C. D. Ciudad de Lucena | Xerez Deportivo F. C. | C. D. Pozoblanco       | A. D. Ceuta F. C. "B" |
| 2024-25   | Salerm Cosmetics Puente Genil F. C. | C. D. Ciudad de Lucena | C. D. Utrera          | Atlético Central       | U. D. Tomares         |